# Iglesia Anglicana en Brasil
La Iglesia Anglicana en Brasil ( en portugués: Igreja Anglicana no Brasil) es una denominación evangélica de corriente anglicana en Brasil. La Iglesia Anglicana en Brasil no es miembro de la Comunión Anglicana, pero es considerado parte de ella de manera extraoficial por la Global Anglican Future Conference y la Global South Fellowship of Anglican Churches .

## Historia
La iglesia tuvo su origen en 2005, luego de una división que afectó a la Diócesis de Recife, dirigida por Robinson Cavalcanti, la cual abandonó la Iglesia Episcopal Anglicana de Brasil. Las razones de este abandono, se basan en que la Iglesia Episcopal Anglicana de Brasil, había rechazado la postura oficial anglicana sobre la homosexualidad y la comunidad LGTB, expresada en la Resolución Lambeth 1.10 en 1998.
La Diócesis de Recife se organizó posteriormente en la Iglesia Anglicana-Diócesis de Recife y se asoció al Sur Global, como diócesis extraprovincial. También formó parte de la Global Anglican Future Conference. Al mismo tiempo, comenzaron a fundar iglesias fuera de su territorio, con el objetivo de iniciar una nueva provincia anglicana conservadora en todo Brasil.
El 12 de mayo de 2018 se constituyó oficialmente la Iglesia Anglicana en Brasil como provincia eclesiástica, compuesta de tres diócesis, 54 comunidades y Miguel Uchôa como primer arzobispo y primado. No está reconocida como miembro de la Comunión Anglicana, pero ha sido descrita como la "provincia 41 de la Comunión Anglicana" por la agrupación conservadora Global Anglican Future Conference (GAFCON).

## Diócesis
La iglesia está organizada en tres diócesis y una región misionera. Las cuales son:
- Recife (Obispo: Miguel Uchôa; Obispos Asistentes: Flavio Adair y Evilásio Tenorio)
- João Pessoa (Obispo: Márcio Meira)
- Vitória (Obispo: Márcio Simões)
- Región Misionera